# Battaglia di Dondon (1795)
La seconda battaglia di Dondon fu un episodio della rivoluzione haitiana.

## La battaglia
Malgrado la Pace di Basilea tra Francia e Spagna, i generali Jean-François e Georges Biassou continuarono a combattere contro la Repubblica francese con le loro truppe, soprannominati dai loro alleati inglesi "i vandeani di Saint-Domingue."
Il 14 ottobre, con 4000 uomini (secondo Toussaint Louverture), si portarono ad attaccare Dondon che era occupata dai francesi.
Da Marmelade, Toussaint così scriveva al generale Lavaux il 15 ottobre 1795: